# Estat Lliure de Coburg
L'Estat Lliure de Coburg (Freistaat Coburg) fou un dels estats territorials que van constituir l'anomenada República de Weimar. Va sorgir de l'antic Ducat de Saxònia-Coburg i Gotha al final de la Primera Guerra Mundial. Va existir de novembre 1918 fins a la seva unió amb l'Estat Lliure de Baviera l'1 de juliol de 1920.

## Història
Amb l'abdicació del duc regnant, Carles Eduard, el 14 de novembre de 1918, el Ducat de Saxònia-Coburg i Gotha es va extingir després de la Revolució de novembre. El Ducat es va dividir en dos Estats Lliures: Gotha al nord, de l'antic Ducat de Saxònia-Gotha, i Coburg al sud, de l'antic Ducat de Saxònia-Coburg. Ambdós estats van mantenir les seves dietes pròpies i ministres, el qual havien heretat de la monarquia anterior.
El 9 de febrer de 1919, es van celebrar eleccions per als onze escons de l'Assemblea Estatal de Coburg. La Llista 1 del Partit Socialdemòcrata d'Alemanya (SPD) va rebre 58,6 per cent, mentre la llista 2 del Partit Nacional Liberal, el Partit Democràtic Alemany (DDP) i el Partit dels Pagesos de Coburg va obtenir 41,4 per cent. Això va significar el SPD tindria set seients, deixant el restant quatre a els altres. El President de l'Assemblea Estatal seria un Social Democràtic, Erhard Kirchner. L'Assemblea Estatal va aprovar el 10 de març de 1919 la "Llei Provisional de la Legislació i Administració de l'Estat Lliure de Coburg", la Constitució Provisional de Coburg. El govern estarà dirigit pel Consell Estatal de tres membres, format per Hermann Quarck (liberal nacional, anteriorment líder del Gabinet Ministerial de Coburg) com el president i dos diputats del SPD, Franz Klingler i Reinhold Artmann.
La separació de les dues parts de l'antic ducat es va completar finalment el 12 d'abril de 1919, quan es va signar un tractat estatal sobre la gestió de l'administració comuna dels estats lliures de Coburg i Gotha.

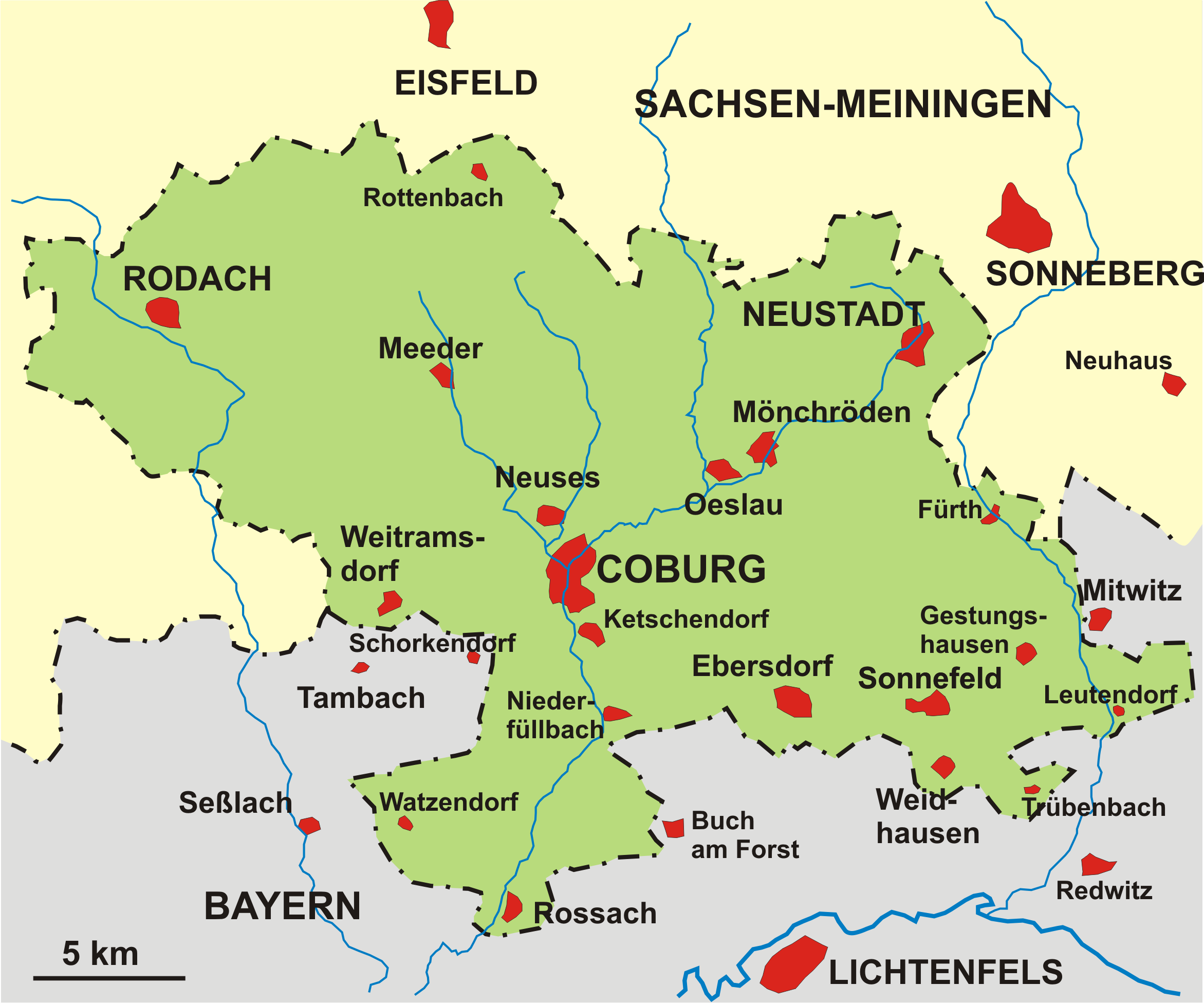
Mapa de l'Estat Lliure de Coburg

El 7 de juny de 1919 el duc Carles Eduard va finalitzar l'acord amb l'Estat Lliure de Coburg sobre les seves propietats i compensacions. Va rebre 1,5 milions de Marcs com a compensació per les seves següents propietats: aproximadament 4.500 hectàrees de boscos, nombrosos edificis i propietats individuals, així com els tresors artístics del Veste Coburg, el pati del jardí de Veste, la seva biblioteca personal, el teatre ducal, el Palau de Rosenau i la seva finca, el Veste Coburg, el Palau d'Ehrenburg i els Arxius Estatals de Coburg. Els tresors artístics del Veste, les col·leccions dels museus del pati i el mobiliari del Palau d'Ehrenburg serien propietat de la Coburger Landesstiftung (Fundació Estatal de Coburg), mentre que la resta aniria a l'Estat Lliure. El castell de Callenberg, amb la seva propietat i jardins, el castell de Eichhof, i el Schweizerei Rosenau tot va quedar a propietat del duc amb territori total de 533 hectàrees.
Atès que els líders polítics no consideraven que el nou Estat Lliure fos econòmicament viable, van buscar una unió amb un altre estat. Per tant, es va acordar, al març i maig de 1919, amb conferències amb altres estats de Turíngia, crear l'Estat Lliure de Turíngia, però, finalment, no va arribar a un acord que agradés a totes les parts. Juntament amb aquestes conferències, les negociacions oficials per a una possible fusió van començar amb Baviera a mitjans de juny i amb Prússia un mes més tard. No obstant això, Prússia ja havia declinat la unió proposada a principis d'agost. Però Baviera estava receptiva a la fusió. A diferència de l'Estat de Turíngia, va poder fer moltes concessions, especialment pel que fa a la preservació de les institucions culturals de Coburg.
El 30 de novembre de 1919 es va celebrar el primer referèndum democràtic a Alemanya per determinar el futur de Coburg. Amb una participació de prop del 70 per cent, el 88 per cent de la població va votar en contra d'unir-se amb la resta dels Estats de Turíngia i, per tant, a la fusió amb Baviera. Les raons d'aquest resultat clar van ser múltiples. D'una banda, les persones sempre s'havien vist més fortament associades amb Francònia que amb Turíngia. D'altra banda, es van veure influïts pel fet que, durant la Primera Guerra Mundial, els aliments havien de ser enviats a Turíngia.

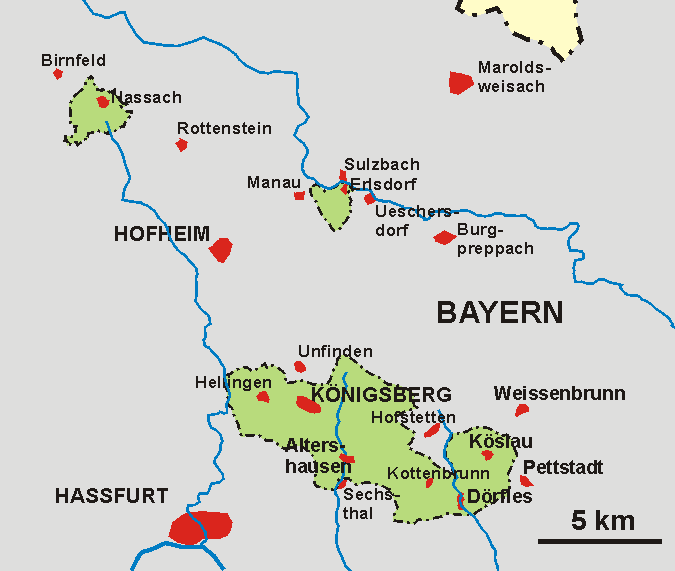
Mapa de l'Enclavament de Königsberg

Amb un nou tractat estatal signat el 14 de febrer de 1920, es va establir la unió de Coburg amb Baviera. Coburg va rebre garanties financeres per a la seva Fundació Estatal, les seves associacions de comerç agrícola i forestal, la Cambra de Comerç, a partir de la qual la secció de Cambres es va convertir en la nova Cambra de Comerç, l'Hospital de l'Estat i el Landheater Coburg. A més, Coburg va rebre com a compensació per la pèrdua del Ministeri d'Estat el compromís d'un nou tribunal de justícia regional. L'Estat lliure de Baviera es va comprometre, doncs, a emprendre el màxim del 40% del dèficit del Landheater Coburg i el 75% de l'hospital estatal.
Per tant, amb la unió dels estats lliures de Coburg i Baviera l'1 de juliol de 1920, es van acabar gairebé 600 anys d'autonomia política de la Terra de Coburg. Segons el Tractat de l'Estat, l'Estat lliure de Coburg seria assignat al (Kreis, actualment Regierungsbezirk de l'Alta Francònia (Oberfranken). El districte de Königsberg amb la ciutat de Königsberg, així com les comunitats d'Altershausen, Dörflis, Erlsdorf, Hellingen, Kottenbrunn i Nassach van ser enviats al districte (Bezirk, ara Landkreis) d'Hofheim a la Baixa Francònia (Unterfranken).
El referèndum de 1919 i la subsegüent unió amb Baviera van tenir conseqüències inesperades el 1945 al final de la Segona Guerra Mundial. El territori de l'antic Estat Lliure de Coburg ara es va convertir en una part de la zona d'ocupació estatunidenca d'Alemanya, mentre que la part de Turíngia es va mantenir a la zona d'ocupació soviètica i posteriorment a Alemanya de l'Est fins a 1990.

## Política

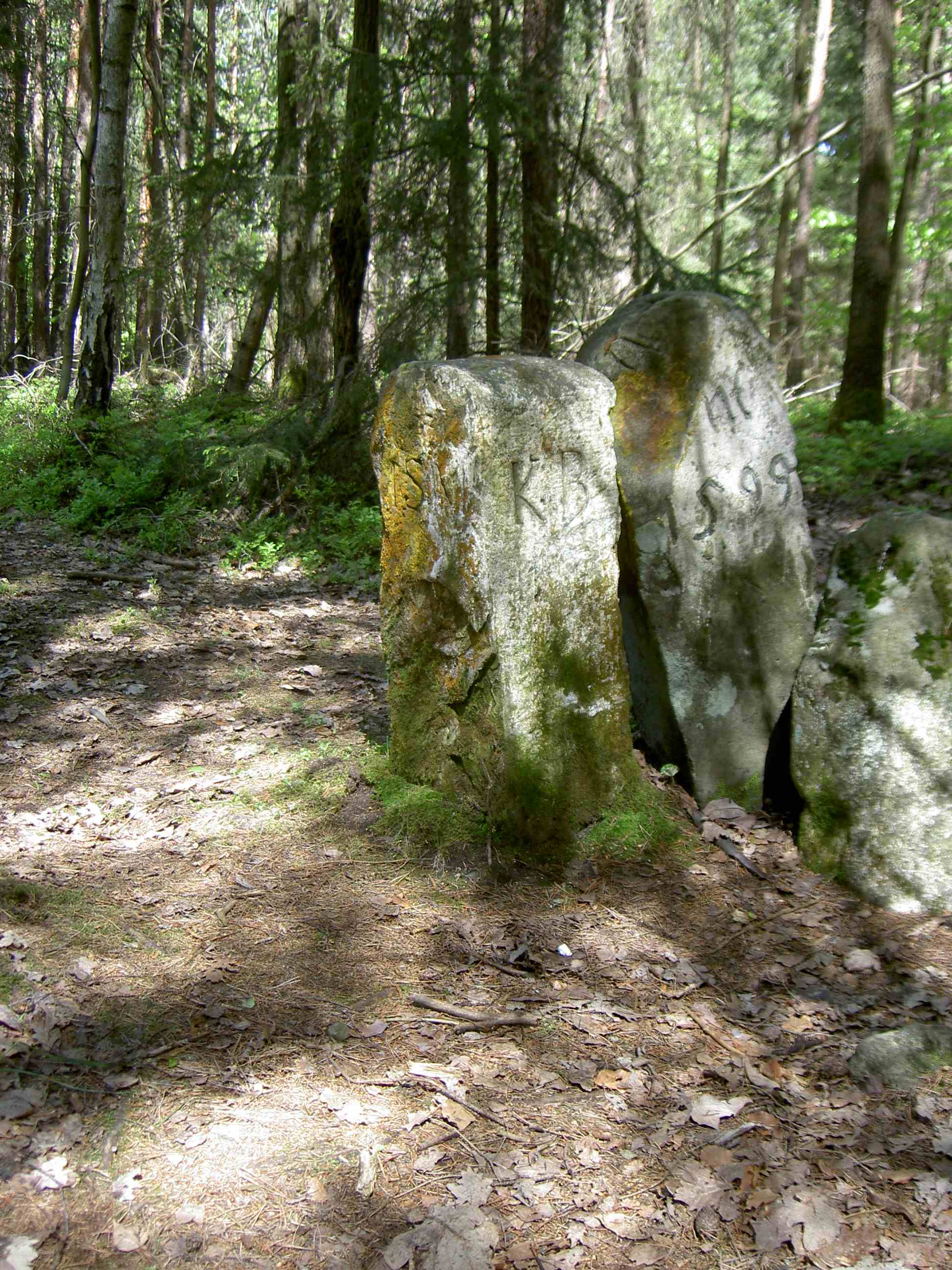
Una pedra de frontera entre els 3 estats anteriors (Regne de Bavaria - Ducat de Saxònia-Meiningen - Ducat de Saxònia-Coburg) a prop de Weitramsdorf

### Govern estatal
Del 10 de març de 1919 a l'1 de juliol de 1920
- Reinhold Artmann (SPD)
- Franz Klingler (SPD)
- Hermann Quarck (Nacional Liberal), fins al 8 de juliol de 1919
- Hans Schack (DDP), A partir de l'11 de juliol de 1919